# Бойл, Ричард, 2-й граф Шеннон
Ричард Бойл, 2-й граф Шеннон (англ. Richard Boyle, 2nd Earl of Shannon; 30 января 1727 — 20 мая 1807) — ирландский пэр и депутат парламента. Он представлял интересы Дангарвана и графства Корк в парламенте Ирландии до того, как унаследовал от отца титул 2-го графа Шеннона.
Полная титулатура: 2-й барон из Касл-Мартир в графстве Корк (с 28 декабря 1764 года), 2-й виконт Бойл из Бандона в графстве Корк (с 28 декабря 1764), 2-й граф Шеннон (с 28 декабря 1764), 1-й барон Карлтон из Карлтона в графстве Йоркшир (с 6 августа 1786 года).

## Биография
Родился 30 января 1727 года. Четвертый сын Генри Бойла, 1-го графа Шеннона (1682—1764), и его второй жены, леди Генриетты Бойл (1700—1746). Его дедом и бабкой по материнской линии были Чарльз Бойл, 3-й граф Корк, 2-й граф Берлингтон, и Джулиана Ноэль.

## Карьера
Ричард Бойл получил образование в дублинском Тринити-колледже. В 1749 году он вошёл в Ирландскую палату общин, представляя Дангарван до 1761 года. Затем он был избран депутатом от Клонакилти, а также в графство Корк и заседал в последнем избирательном округе до 1764 года, когда унаследовал титулы своего отца. Согласно "Blackwell Companion to Modern Irish Culture " (1998) Уильяма Джона Маккормака и Патрика Гиллана, Ричард Бойл «не обладал политическим талантом, который позволил его отцу доминировать в Ирландской палате общин так долго.»
Ричард Бойл служил в Тайном Совете Ирландии с 1763 по 1770 год. В 1766 году граф Шеннон был назначен главой (Главным мастером) Артиллерийского департамента Ирландии Королевства Ирландия. Он оставил свой пост в 1770 году. В 1774 году граф Шеннон снова был назначен тайным советником, прослужив до 1789 года. В том же году он был назначен главнокомандующим королевских вооруженных сил в Королевстве Ирландия. Он сохранил свою должность до 1781 года. В том же году он стал вице-казначеем Ирландии, занимая эту должность в комиссии с другими политиками до 1789 года. На этом посту граф Шеннон служил под началом Уильяма Кавендиша, 5-го герцога Девонширского, который занимал пост лорда-казначея Ирландии.
В 1783 году граф Шеннон был одним из основателей Ордена Святого Патрика. В 1786 году граф Шеннон получил титул барона Карлтона из Карлтона в графстве Йоркшир в системе Пэрства Великобритании. Титул будет продолжать наследоваться более поздними графами Шеннона. Согласно «Blackwell Companion», это была награда за политические заслуги перед королем Великобритании Георгом III. Граф Шеннон «оставался силой во внутренней политике» и поддерживал Дублинское правительство. Другими словами, граф Шеннон активно поддерживал продолжающееся британское правление в Ирландии на протяжении 1770—1780-х годов. В то время ирландские добровольцы, местное ирландское ополчение играло важную роль как в военных, так и в политических делах Ирландии. Конституция 1782 года также расширила законодательную свободу ирландского парламента. Британская администрация частично полагалась на их постоянную поддержку.
В 1789 году граф Шеннон ушел в отставку со всех своих политических постов. «Blackwell Companion» считает это прямым следствием Регентского кризиса 1788 года. Летом 1788 года психическое здоровье короля Георга III ухудшилось, но он, тем не менее, смог выполнить часть своих обязанностей и объявить британский парламент прологированным с 25 сентября по 20 ноября. Во время пролонгации Георг III лишился рассудка, что представляло угрозу для его собственной жизни, и когда парламент вновь собрался в ноябре, король не смог произнести обычную Тронную речь во время церемонии открытия парламента. Парламент оказался в невыгодном положении: по давно установившемуся закону он не мог приступить ни к какому делу, пока не произнесена речь короля. Администрация Уильяма Питта младшего, премьер-министра Великобритании, наметила официальные планы установления регентства. Однако их полномочия на это были сомнительны. Граф Шеннон «порвал с администрацией» во время этого кризиса.
«Blackwell Companion» отмечает, что к середине 1790-х годов Ричард Бойл вернулся в политическую жизнь, продолжая поддерживать Дублинское правительство. В 1793 году он был назначен тайным советником в третий и последний раз. Он служил до самой своей смерти в 1807 году. Также в 1793 году граф Шеннон был назначен первым лордом казначейства Королевства Ирландия. «Blackwell Companion» отмечает его решительную поддержку Акта об унии 1800 года, который создал Соединенное Королевство Великобритании и Ирландии. Авторы указывают, что этот закон приведет к «упразднению его парламентской базы».
Его письма к сыну Генри, датируемые большей частью 1798 годом, были опубликованы в 1982 году.

## Брак и дети
15 декабря 1763 года Ричард Бойл женился на Кэтрин Понсонби (? — 30 января 1827). Ее родителями были Джон Понсонби (1713—1787), спикер Ирландской палаты общин с 1756 по 1771 год, и его жена Леди Элизабет Кавендиш (1723—1796). Леди Элизабет была дочерью Уильяма Кавендиша, третьего герцога Девонширского, и его жены Кэтрин Хоскинс. Ее дедом и бабкой по материнской линии были Джон Хоскинс и Кэтрин Хейл.
У Ричарда и Кэтрин было двое детей:
- Кэтрин Генриетта Бойл (12 января 1768 — 8 июля 1815), муж с 1784 года — Фрэнсис Бернард, 1-й граф Бэндон (1755—1830).
- Генри Бойл, 3-й граф Шеннон (8 августа 1771 — 22 апреля 1842), был женат с 1798 года на Саре Бертон Хайд (? — 1820).